# Rieder-Magenform
Als Rieder-Magenform (auch: Angelhakenform, engl. J-shaped stomach) bezeichnet man die normale, bei Röntgenaufnahmen im Stehen angelhakenförmige Gestalt des menschlichen Magens. Sie wurde nach dem Internisten und Radiologen Hermann Rieder benannt.